# مادیارهوموروگ
مادیارهوموروگ (به مجاری:  Magyarhomorog) یک منطقهٔ مسکونی در مجارستان است که در ناحیه برتیواوی‌فالو واقع شده‌است. مادیارهوموروگ ۳۹٫۵۶ کیلومتر مربع مساحت و ۹۲۲ نفر جمعیت دارد.